# 大島農機
大島農機株式会社（おおしまのうき）は、農業機械の製造分野で日本を代表する大手メーカーのうちの1つ。自社ブランドでの販売だけではなく、実際には他の大手農業機械メーカーへのOEM供給も行っている。

## 会社概要
農業用機械の製造販売を行っている。
本社所在地は、新潟県上越市寺町三丁目10番17号である。新潟県上越市には、春日工場と寺町工場の2つを持っている。
従業員数は2013年10月現在、249名とされている。

## 事業内容
穀物用乾燥機・籾すり機・自動選別計量機・コンバイン・バインダー・トラクタ・田植機・農産物保冷庫・ライスセンター・立体駐車装置・小型建設機械など（内、コンバイン・バインダー・トラクター・田植機はクボタからのOEM。1980年代以前は三菱農機〈現・三菱マヒンドラ農機〉からOEM供給されていた）。

## 略歴
創業は古く、1917年（大正6年）5月にさかのぼる。
大島農機が過去に発表した有名な製品には以下のものがある。
- 1929年（昭和4年）‥動力脱穀機『覇王号』
- 1956年（昭和31年）‥スチール製籾すり機『S型』
- 1964年（昭和39年）‥立体型乾燥機『コリカ』
- 1969年（昭和44年）‥前面刈コンバイン『DC型』

最近では、揺動選別型ジェット式籾すり機『ぶんぶん丸』を開発し販売している。
- 2019年（平成31年）- 4月、ミャンマー（OSHIMANOKI MYANMAR CO; LTD）でコメを乾かす穀物乾燥機の製造を始める[4]。